# Jižní Korea na Zimních olympijských hrách 2018
Jižní Koreu na Zimních olympijských hrách v roce 2018 reprezentovala výprava 123 sportovců v 15 sportech.

## Medailisté
| Medaile | Jméno                                                               | Sport          | Soutěž                         | Datum     |
| ------- | ------------------------------------------------------------------- | -------------- | ------------------------------ | --------- |
| Zlato   | Lim Hjo-čun                                                         | Short track    | Muži 1500 m                    | 10. února |
| Zlato   | Jun Song-pin                                                        | Skeleton       | Muži                           | 16. února |
| Zlato   | Čchö Min-čong                                                       | Short track    | Ženy 1500 m                    | 17. února |
| Zlato   | Čchö Min-čong Kim A-lang Kim Ye-jin Lee Yu-bin Shim Suk-hee Referee | Short track    | Ženy štafeta 3000 m            | 20. února |
| Zlato   | I Sung-hun                                                          | Rychlobruslení | Muži závod s hromadným startem | 24. února |
| Stříbro | I Sang-hwa                                                          | Rychlobruslení | Ženy 500 m                     | 18. února |
| Stříbro | Čcha Min-kju                                                        | Rychlobruslení | Muži 500 m                     | 19. února |
| Stříbro | I Sung-hun Čong Če-won Kim Min-sok                                  | Rychlobruslení | Muži stíhací závod družstev    | 21. února |
| Stříbro | Hwang Dae-heon                                                      | Short track    | Muži 500 m                     | 22. února |
| Stříbro | Lee Sang-ho                                                         | Snowboarding   | Muži paralelní obří slalom     | 24. února |
| Stříbro | Kim Po-rum                                                          | Rychlobruslení | Ženy závod s hromadným startem | 24. února |
| Stříbro | Kim Eun-jung Kim Kyeong-ae Kim Seon-yeong Kim Yeong-mi Kim Cho-hi   | Curling        | Turnaj žen                     | 25. února |
| Stříbro | Jun Jung-lin Kim Dong-hyun Seo Young-woo Won Yun-jong               | Boby           | Muži čtyřbob                   | 25. února |
| Bronz   | Kim Min-sok                                                         | Rychlobruslení | Muži 1500 m                    | 13. února |
| Bronz   | Seo Yi-ra                                                           | Short track    | Muži 1000 m                    | 17. února |
| Bronz   | Lim Hyo-jun                                                         | Short track    | Muži 500 m                     | 22. února |
| Bronz   | Kim Tche-jun                                                        | Rychlobruslení | Muži 1000 m                    | 23. února |